# Casaglione
Casaglione é uma comuna francesa na região administrativa de Córsega, no departamento de Córsega do Sul. Estende-se por uma área de 14,73 km². 